# Ekonomika Spojených států amerických
Spojené státy americké jsou hospodářsky nejsilnější stát světa, s velmi vyspělým průmyslem, zemědělstvím a velkým podílem vědy a výzkumu. V roce 2014 tvořila ekonomika USA 22,4 % nominálního světového HDP, tedy 17,555 bilionu amerických dolarů. Americký dolar je nejužívanější měnou pro mezinárodní transakce a zároveň je považován za světovou rezervní měnu. Spojené státy jsou smíšenou ekonomikou. Nejvýznamnější obchodní partneři jsou: Kanada, ČLR, Mexiko, Japonsko, Německo a Jižní Korea. USA mají vyjednané dohody o volném obchodě s 20 státy: Austrálií, Bahrajnem, Chile, Kolumbií, Izraelem, Jordánskem, Jižní Koreou, Marokem, Ománem, Panamou, Peru, Singapurem, DR-CAFTA (Salvador, Guatemala, Honduras, Nikaragua, Kostarika, Dominikánská republika) a USMCA (Kanada a Mexiko).
USA jsou největším světovým producentem ropy a zemního plynu, ale všechnu vlastní produkci spotřebují a ještě musí dovážet. USA jsou též nejvýznamnějším finančním trhem na světě, New York Stock Exchange je největší světovou finanční burzou podle tržní kapitalizace.

## Dějiny

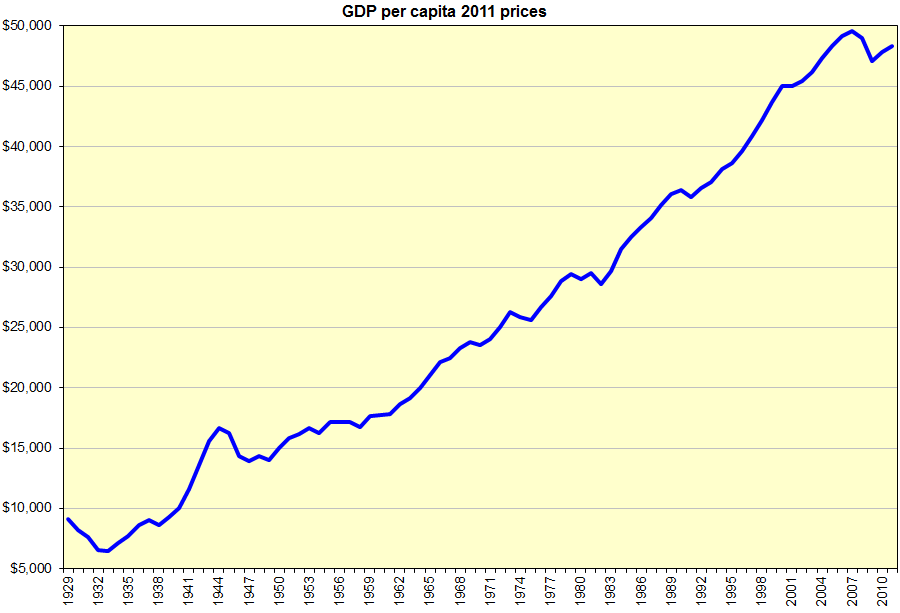
Americký HDP na hlavu, 1929–2011. Tři největší poklesy jinak rostoucího trendu korespondují s hospodářskou krizí 1929, druhou světovou válkou a ekonomickou krizí 2008

Za méně než 400 let se Spojené státy americké změnily z divočiny obývané Indiány na nejmocnější průmyslovou zemi světa. Již od 90. let 19. století jsou nejsilnější národní ekonomikou světa (nepočítaje v to koloniální říše). Vyrábí čtvrtinu hospodářské produkce světa. Spojené státy vynakládají mnoho peněz na výzkum nových způsobů výroby a nových výrobků. Po osamostatnění se nejrychleji rozvíjel textilní a potravinářský průmysl. Postavení transkontinentální železnice a dostatek nerostných surovin podnítily rozmach strojírenského, ocelářského průmyslu a výroby elektrické energie. Ve 20. století světové války ekonomiku USA neoslabily, ale byly zdrojem rozmachu (výroba zbraní, potravin). USA posílily svůj hospodářský a politický růst. USA však nyní mají největší zahraniční dluh na světě a 11. největší vládní dluh na % HDP na světě.

## Sektory

### Zemědělství
USA jsou první na světě ve výrobě a vývozu zemědělských produktů, dovážejí pouze některé plodiny (banány, kokosové ořechy a jiné.) V USA vznikla území zaměřená na dopěstování určité plodiny.
Nejvýznamnější je kukuřičné pásmo (kukuřice, sójové boby, ozimá pšenice), které se táhne na jih a západ od Velkých jezer a zabírá hlavně Centrální roviny. USA se podílí na celosvětové produkci kukuřice více než z 36 %. Kukuřice je sklízena převážně pro využití v krmivářském průmyslu a v potravinářském průmyslu. Potravinářská kukuřice je dále zpracována v tzv. mokrých mlýnech (výroba sirupu, alkoholu) a v suchých mlýnech (výroba vloček, mouky, krupice).
Na západ od kukuřičného pásma na Velkých planinách se rozprostírá pšeničné pásmo (pšenice, oves, cukrová řepa). Právě pšenice je v USA po kukuřici a sóje nejvýznamnější plodinou. Většina pšenice pěstovaná ve Spojených státech jsou ozimé odrůdy (až 70 %), které se vysévají na podzim a sklízí v létě. Jarní odrůdy pšenice jsou pěstovány především na severu země, kde jsou drsnější zimy. Jarní pšenice je zaseta s odchodem zimy, jakmile to umožní půdní podmínky a sklízí se koncem léta či na podzim daného roku.
V jižních oblastech s dostatkem vláhy je bavlníkové pásmo (bavlník, tabák, citrusové plody, podzemnice olejná). Na západním pobřeží se pěstují citrusové plodiny, hrozny a jiné ovoce.
Hlavní oblasti chovu zvířat jsou kukuřičné pásmo a pšeničné pásmo, kde se chová skot a prasata. Horské státy zabírají téměř polovinu povrchu státu. Jejich význam je především v těžbě dřeva.

### Průmysl

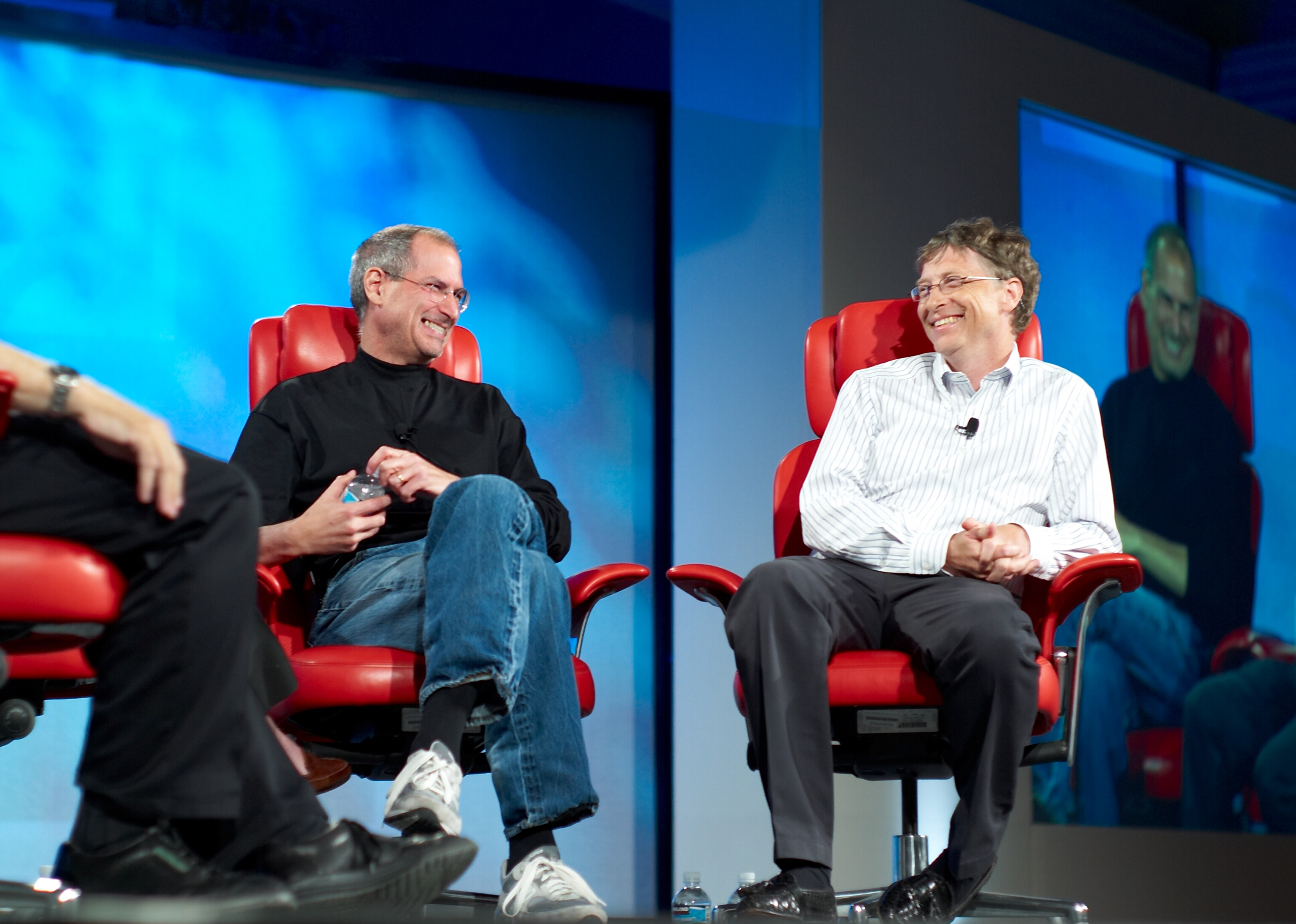
Steve Jobs a Bill Gates patří mezi nejznámější podnikatele.

Průmysl USA má dostatek nerostných surovin a elektrické energie. Produkuje téměř třetinu průmyslové výroby světa. Mezi hlavní přednosti průmyslu patří schopnost rychle se přizpůsobit požadavkům trhu. Nejdůležitější je tradiční průmyslová oblast ve tvaru trojúhelníku ohraničená městy Boston, Washington, D.C. a Chicago. Tato oblast se stala první průmyslovou oblastí USA. Druhou oblastí, jejíž vliv stále narůstá, je jižní a západní oblast (Sun Belt).
Průmysl USA se opírá o vyspělé hutnictví železa a barevných kovů. Hlavní střediska jsou v okolí Velkých jezer (Detroit, Cleveland), města na severním pobřeží Atlantiku (Baltimore) a města na březích řek Mississippi a Ohio. Chemická výroba se soustřeďuje do míst těžby a dovozu ropy (Mexický záliv) a do oblastí s dlouhou tradicí (New York, Baltimore). Strojírenství tvoří až 40% z celkové průmyslové výroby USA. Z množství odvětví vyniká zejména výroba automobilů, letadel a kosmických dopravních prostředků (Chicago, Buffalo, Kansas City, Atlanta, Houston, Seattle, Los Angeles). Elektrotechnický a elektronický průmysl se soustřeďuje do výzkumných a vývojových center.

#### Západní státy

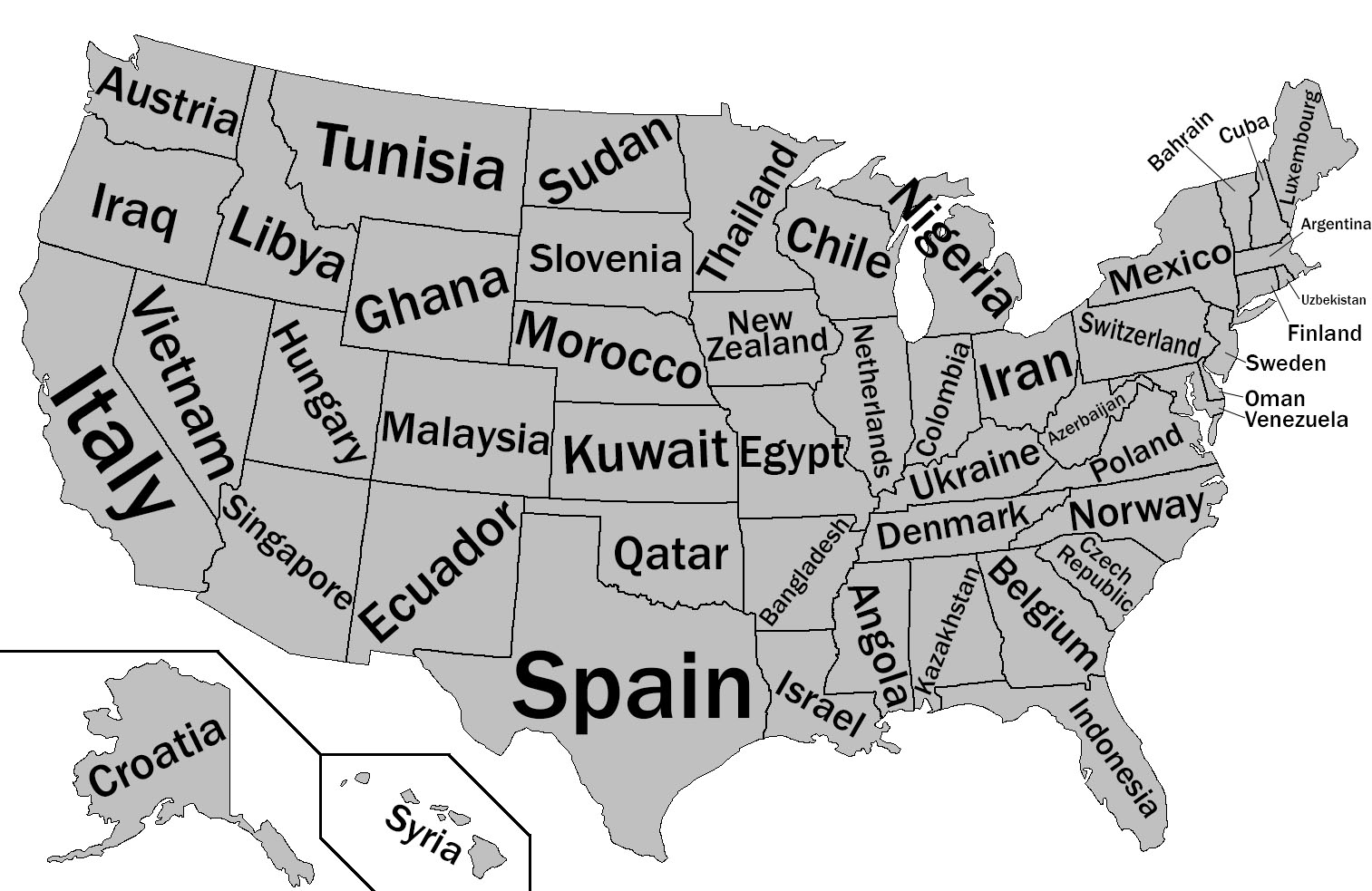
Porovnání HDP jednotlivých amerických států s nezávislými státy (2012)

Města ležící na tichomořském pobřeží, jako Seattle, Portland a San Francisco, vypravují lodě s dřevem, rybami a ovocem do celého světa. Západ je rovněž domovem Hollywoodu, hlavního města multimilionového filmového průmyslu, a Silicon Valley, údolí v severní Kalifornii, které je střediskem výroby a obchodu se špičkovými počítači. Sun Valley v Idahu je nejnavštěvovanějším střediskem zimních a letních sportů.

#### Centrální státy
Tato oblast zahrnuje vysoká pohoří, úrodné roviny a mississippský říční systém. Největší pole s ropou a zemním plynem leží v Texasu (ropa byla objevena v Texasu počátkem 20. století, dnes je hned po Aljašce na druhém místě v těžbě ropy) a v Oklahomě, uhlí se těží ve Wyomingu a v Montaně. Ve Skalnatých horách se nacházejí významné národní parky, např. Yellowstonský národní park a Glacier, jakož i bohatá naleziště nerostných surovin. Horká léta a chladné zimy, silná krupobití a tornáda způsobují v této oblasti velké výkyvy počasí.

#### Východní státy
Tato oblast se díky vynikajícím přístavům, úrodné půdě a bohatým nalezištím nerostných surovin stala jednou z nejhustěji obydlených částí země. Na východním pobřeží se totiž v 16. století usazovali osadníci z Evropy. Dnes se zde nacházejí největší města země, jako např. New York, Washington, ale i historicky důležitá průmyslová centra, např. Chicago, Detroit a Cleveland, ležící u Velkých jezer. Směrem na jih se nacházejí oblasti, kde farmáři pěstují bavlnu, tabák, zeleninu a rostliny, ze kterých se získávají jedlé oleje. Nejrozlehlejším pohořím této oblasti je Appalačské pohoří.

### Služby

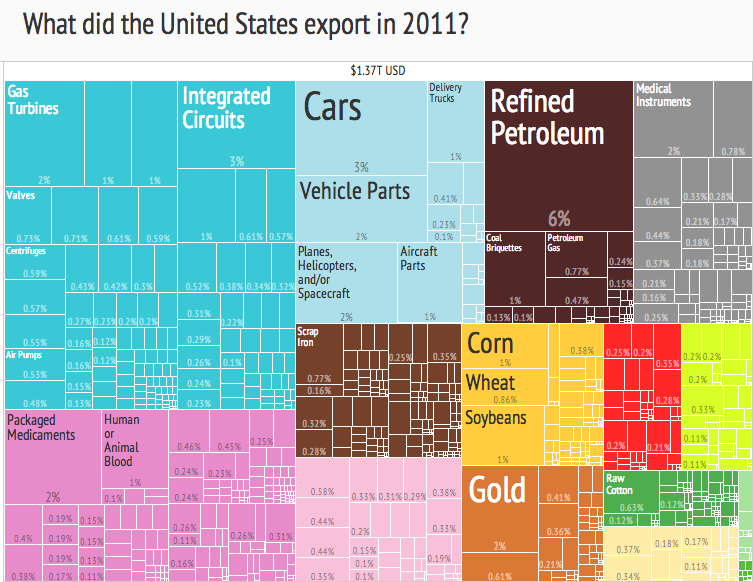
Americký vývoz (2011): Spojené státy jsou druhým největším vývozcem.

V současnosti tvoří základ hospodářství USA sektor služeb. Pracuje v něm nejvíce lidí a vytvoří se většina hospodářské produkce. Mimořádně důležité je bankovnictví a obchod. Celosvětový dosah má tvorba filmů, reklam, hudební produkce a telekomunikace. Mnoho špičkových odborníků pracuje ve sféře výroby softwaru, počítačových programů a her. Prvenství z celosvětového hlediska dosahuje region ve využívání internetu, rychlém šíření a získávání informací. Globální vliv USA na svět lze pozorovat při prosazování se firem, jako Microsoft, IBM, Coca-Cola, Pepsi, McDonald's, General Motors, Ford a jiných …

## Cestovní ruch
Mezi nejvýznamnější centra cestovního ruchu patří velkoměsta (New York, Los Angeles, Las Vegas atd.), na jihu země Florida, na středozápadě Skalnaté hory a na západě Kalifornie. Množství turistů navštěvuje národní parky, ale i mnohé atrakce jako např. Disneyland, Hollywood atd.

## Zahraniční obchod a celní politika
23. března 2018 zavedly USA clo na dovoz hliníku ve výši 10 % a na dovoz oceli ve výši 25 %. Na zavedení cel reagovalo Rusko a Japonsko možností zatížit americký export náklady ve srovnatelné výši, které jim clo způsobí, v případě Ruska 538 milionů dolarů ročně, v případě Japonska 440 milionů dolarů ročně. Pro dovoz oceli a hliníku byla zavedena výjimka platná do konce května. EU se snažil změnit dočasnou výjimku v trvalo, ale ještě koncem května USA vysílaly signály, že výjimka prodloužena nebude. Trvalá výjimka je ovšem pro EU podmínkou, aby začaly rozhovory o větší spolupráci v energetice, rozhovory o odstraňování bariér pro dovoz automobilů nebo rozhovory o reformě Světové obchodní organizace (WTO).

## Ekonomická situace

Dluh USA od roku 1940 do 2015

Od konce 2. světové války do 70. let 20. století byly pro Američany platy a zaměstnanecké benefity spjaté s produkcí zboží a služeb a inflací. Mezi lety 1973–1979 (v menší míře) a od roku 1979 (zcela) lze zaznamenat: výrobu v pokračujícím růstu rychlostí z předchozího období, ale mzdy a benefity stagnující nebo klesající (do 90. let 20. století včetně) nebo rostoucí mnohem menším tempem než výroba. Zatímco za období 1948–1973 zaznamenaly produktivita i mzdy Američanů srovnatelný růst (96,7 resp. 91,3 %), za období 1973–2013 vzrostla americká výroba od 74,4 %, ale mzdy (ošetřené o inflaci) jen o 9,2 % (s tím, že v polovině 90. let byl růst mezd víceméně nulový).
Vývoj mezd za toto období lze ještě rozložit do skupin podle jejich výše – celkový růst o několik procent je dán zprůměrováním:
- růstu velmi vysokých platů (nárůst o 41 %),
- stagnaci/mírným růstem středně vysokých platů (např. v roce 1993 –3 %, v roce 2012 +6 %) a
- poklesem nízkých platů (–14 % v 80. let, –5 % v roce 2012).[30]

Ve vývoji platů podle jejich výše lze vypozorovat svázaný růst reálných platů horních 10 % zaměstnanců vůči pádu celkového zastoupení zaměstnanců v odborech – to zaznamenalo své maximum (kolem 30 %) ve 40., 50. a 60. letech 20. století, v 70. letech mírný pokles na cca 22% zastoupení a od 80. let stálý pokles na současných cca 10 %.
Výše průměrného týdenního platu, rozděleného podle jeho výše, se pohybuje přibližně na úrovni:
- 1900 $ pro 90. percentil (dle výše platu)
- 1200 $ pro 75. percentil
- 800 $ pro 50. percentil (medián)
- 550 $ pro 25. percentil
- 400 $ pro 10. percentil[31]

Za posledních 20 let tyto hodnoty stagnovaly, s výjimkou mírného růstu horních 25 % těch nejlépe finančně ohodnocených.
Co se týče poměru platů mezi výkonným ředitelem (CEO) té které firmy nebo instituce, a obyčejným dělníkem nebo pracovníkem na základní pozici nebo nejspodnější příčce korporátního žebříčku, tak tento poměr v platovém ohodnocení se do konce 70. let 20. století pohyboval na hodnotě 20:1 až 30:1, v roce 1988 (zvolením George H. W. Bushe) vzrostl na 59:1, (za prezidenta Clintona) v roce 1992 na 112:1, 1993 na 87:1, 1994 na 123:1 a od roku 1996 se pohybuje mezi 200:1 a 393:1 (maximum z roku 1999).
Mladí občané Spojených států, přicházející do pracovního procesu po vystudování středních nebo vysokých škol, v období od roku 1979 zažili:
- v první polovině 90. letech mírný pokles jejich platového ohodnocení (ošetřeného o inflaci),
- v druhé polovině 90. let mírný vzestup, do hospodářské krize roku 2008 víceméně stagnaci a
- od roku 2008 pokles svých mezd.

Po celé toto období platila „platová“ diskriminace žen – ty dostávaly (a dostávají) zhruba 80 centů za každý dolar, který za stejnou práci vykonají muži.
Průměrná hodinová mzda se pohybuje kolem 10,89 dolaru za hodinu (2014). Ve volebním cyklu amerického prezidenta pro rok 2016 poslanec Bernie Sanders uvedl plán nastavit minimální mzdu na 15 dolarů za hodinu – idea, která dosud přetrvává mezi liberálními Američany.
Minimální mzda se ve Spojených státech pohybuje na hodnotě 7,25 $ za hodinu, s tím, že jednotlivé státy USA mají pravomoc tuto hodnotu upravit. Pokud by minimální mzda byla svázána s inflací (tak, jak tomu bylo v letech 1948–1973), byla by nyní na 18 dolarech a 42 centech (podle údajů za rok 2014).
Pro vězně umístěné v amerických věznicích jsou výdělky podstatně nižší než pro zbytek populace:
- 86 centů/den – průměrná mzda vězňů
- 94 % vězňů nebere víc než 1,41 $/hod
- některé státy (např. Alabama, Georgie) nemají stanoveny minimální mzdu (resp. ji mají rovnu 0 dolarů)[32]

Údaje pro věznice ve státě Oklahoma:
- maximální mzda: 20 $/měsíc
- průměrná mzda se pohybuje mezi 7,23 a 14,45 dolarů za měsíc
- maximální hodinová mzda: 54 centů/hod[32]

V průzkumu Pew Research z roku 2014, ve vztahu životních nákladů vůči září 2007 (před hospodářskou krizí), uvedli Američané v poměru:
- 56 % – cítí pokles životních nákladů
- 37 % – zažívá stagnaci[31]

Co se týče schopnosti zvládnout náhlé finanční výdaje, pak podle následujících průzkumů z posledních let:
- 71 % Američanů není schopno uhradit náhlé finanční výdaje o výši 1000 dolarů[33][34]
- 63 % Američanů není schopno náhle zaplatit 500 dolarů[35]
- 44 % Američanů není schopno náhle zaplatit 400 dolarů
- neschopnost dát dohromady náhlou finanční hotovost je větší u mladších obyvatel, relativně nejlépe finančně zajištěni jsou lidé mezi 53 a 62 let věku.[36]